# Sevda Vəliyeva
Sevda Vəliyeva (24 de diciembre de 1997) es una deportista azerbaiyana que compite en yudo adaptado. Ganó una medalla de oro en los Juegos Paralímpicos de Tokio 2020 en la categoría de –57 kg.

## Biografía
Sevda Valiyeva nació el 27 de diciembre de 1997 en la ciudad de Bakú.
En 2017 Sevda Valiyeva se proclamó campeona de Europa entre personas ciegas y con discapacidad visual en Walsall. En mayo del mismo año obtuvo el segundo lugar en los Juegos de Solidaridad Islámica en Bakú. En 2018 en el Campeonato Mundial para Ciegos y Discapacitados Visuales, celebrado en la ciudad de Odivelas, Sevda Valiyeva, como parte del equipo femenino de Azerbaiyán, se convirtió en la medallista de bronce del torneo.
En 2019 Sevda Valiyeva ganó el Gran Premio de Bakú entre personas ciegas y con discapacidad visual. Ese mismo año, en el Campeonato de Europa para ciegos y personas con discapacidad visual celebrado en Génova, obtuvo la medalla de plata. En 2019 también ganó una medalla de plata en el Gran Premio de Tashkent. En mayo de 2021 ganó el Gran Premio de Bakú.
En los Juegos Paralímpicos de Tokio 2020 Sevda Valiyeva ganó la medalla de oro en sus primeros Juegos Paralímpicos. El 6 de septiembre de 2021, por orden del Presidente de la República de Azerbaiyán, Ilham Aliyev, Shahana Hajiyev recibió la Orden "Por el Servicio a la Patria" por sus altos logros en los Juegos Paralímpicos de Tokio 2020 y sus servicios en el desarrollo del deporte azerbaiyano.

## Palmarés internacional
| Juegos Paralímpicos | Juegos Paralímpicos | Juegos Paralímpicos | Juegos Paralímpicos |
| Año                 | Lugar               | Medalla             | Categoría           |
| ------------------- | ------------------- | ------------------- | ------------------- |
| 2020                | Tokio (Japón)       | Medalla de oro      | –57 kg              |